# Gemer

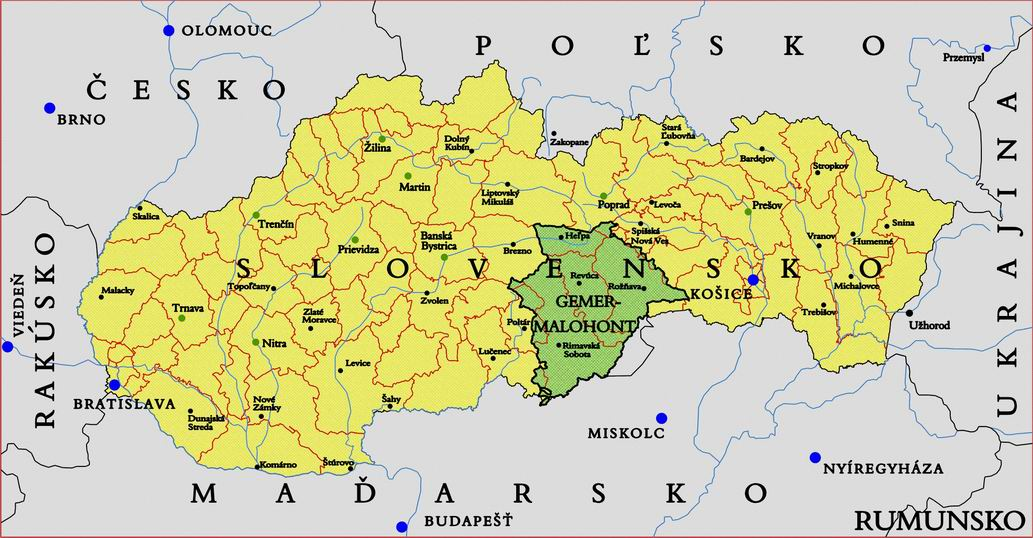
Położenie regionu na mapie Słowacji

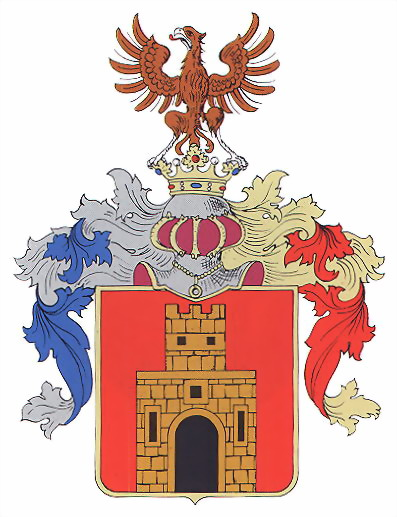
Herb dawnego komitatu Gömör-Kishont

Gemer (węg. Gömör, niem. Gemer, Gömör, łac. Gömörinum) – kraina historyczna oraz region ruchu turystycznego, położone w południowej Słowacji, na południe od Niżnych Tatr, Słowackiego Raju i Spiszu, obejmujące większość terytorium dawnego węgierskiego komitatu Gemer – Mały Hont (węg. Gömör-Kishont). Niewielka część krainy należy do Węgier.

## Historia

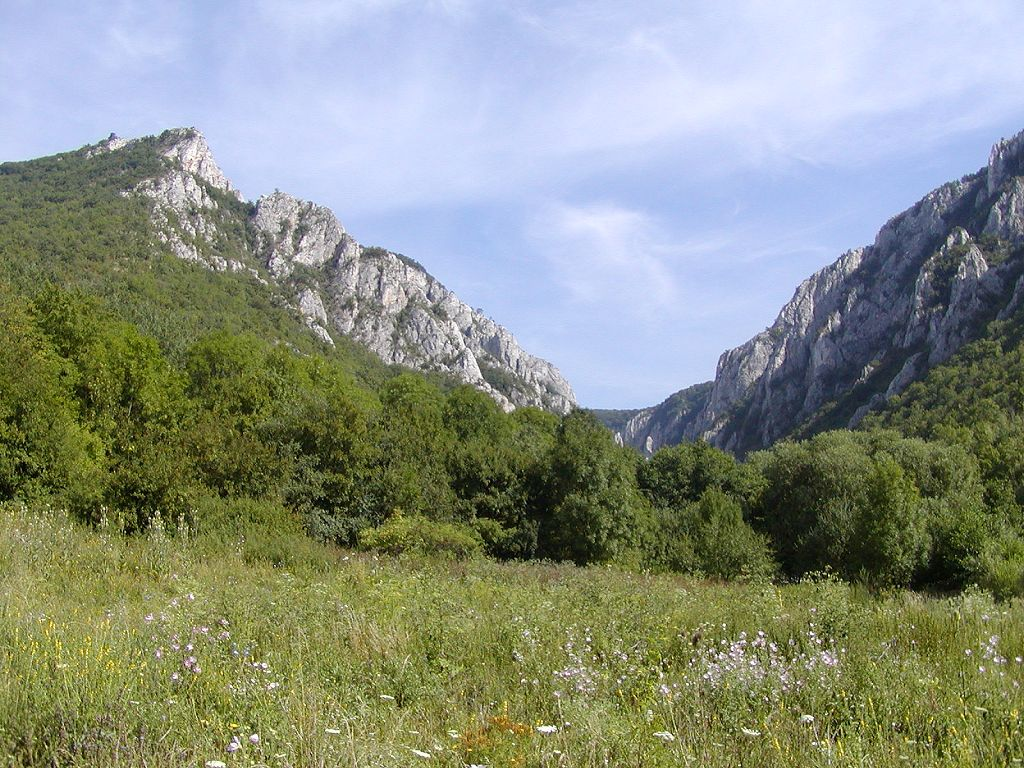
Kras Słowacki – Dolina Zádielska (Zádielska tiesňava)

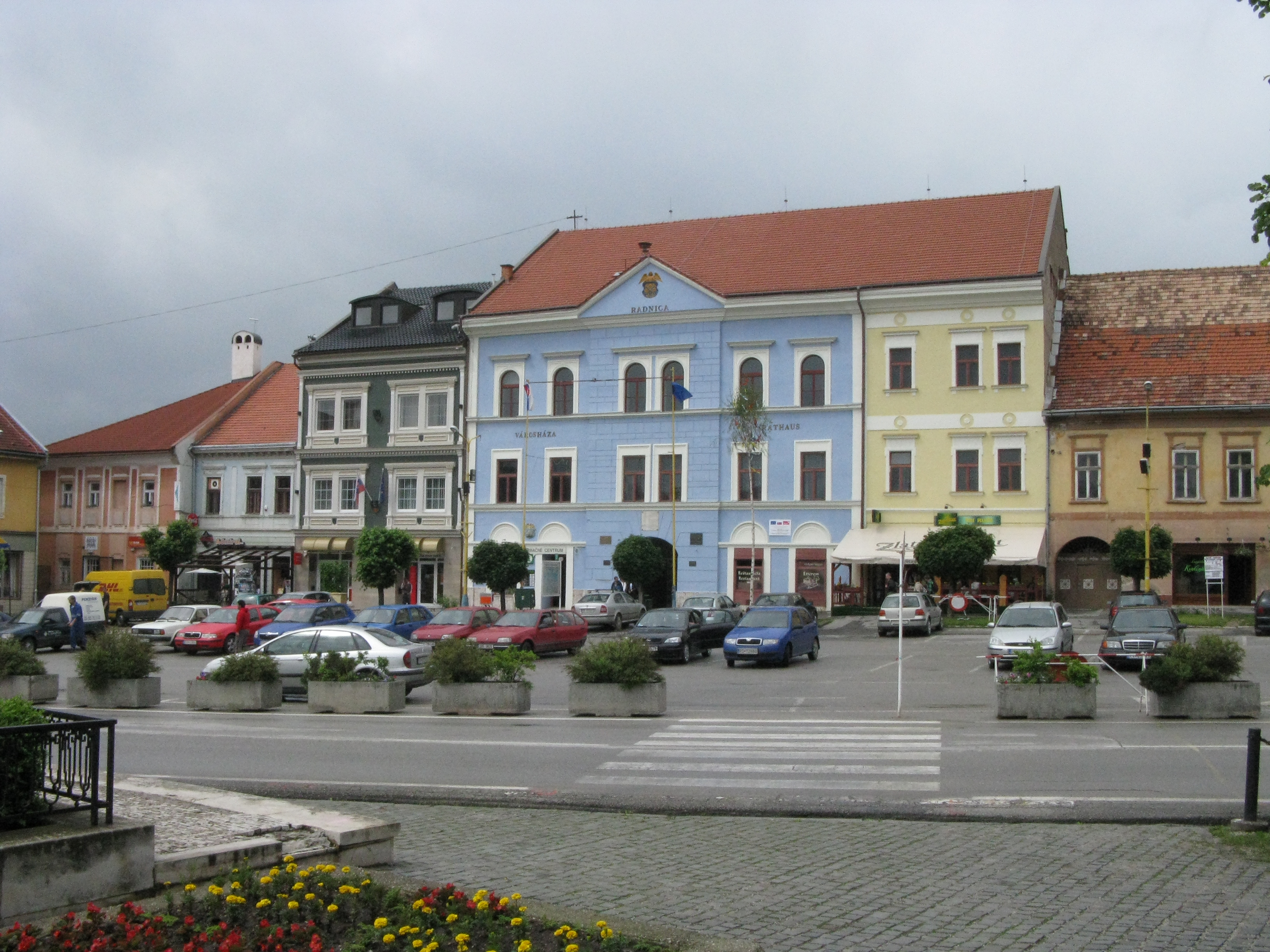
Rožňava – stary ratusz

Komitat Gemer w XII wieku odłączył się od komitatu turniańskiego (Turniansky komitát). Pierwszym centrum komitatu był zamek Gemer (Gömör), a od XVIII wieku Plešivec (Pelsőc). Z obszarem od średniowiecza związane było górnictwo i hutnictwo – w górach istniały bogate złoża metali.
W XVI wieku do południowych granic Gemeru dotarli Turcy i przez ponad sto lat część krainy znalazła się pod turecką okupacją.
Od 1810 do 1918/1920 region ten wchodził w skład węgierskiego komitatu Gömör-Kishont (Gömör és Kishont, słow. Gemer a Malohont, Gemersko-malohontská župa), którego stolicą była Rimavská Sobota (Rimaszombat). W 1910 komitat Gömör és Kishont zamieszkiwało 188 098 ludzi, z czego Węgrzy stanowili 58,5%, Słowacy 38,4%, a Niemcy 1,6% ludności. Mimo to, niemal całe terytorium komitatu zostało włączone po I wojnie światowej do Czechosłowacji (z wyjątkiem miasta Putnok i okolic, które pozostało na Węgrzech w nowym komitacie Borsod-Gömör-Kishont, a obecnie Borsod-Abaúj-Zemplén; stanowiło to 7,5% ziem dawnego komitatu).
W okresie międzywojennym Gemer znalazł się początkowo w Gemersko-Malohonstkiej żupie (Gemersko-Malohontská župa). Od 1923 podzielono go pomiędzy Zwoleńską (Rimavská Sobota) a Podtatrzańską żupą (Rožňava). W 1928 w wyniku kolejnej reformy administracyjnej całość krainy została włączona do kraju słowackiego (Slovenská krajina/zem, odpowiednik dawnych żup).
W wyniku tzw. pierwszego arbitrażu wiedeńskiego z dnia 2 listopada 1938 r. południowa część Gemeru powróciła w granice Królestwa Węgier. Tereny te wojska węgierskie zajęły w dniach 7-10 listopada i ponownie utworzono wówczas komitat Gömör-Kishont (choć w nieco innych granicach). Pozostałe tereny znalazły się w żupie nadhrońskiej (Pohronská župa), od 14 marca 1939 r. w granicach tzw. pierwszej Republiki Słowackiej. W maju 1945 roku przywrócono czechosłowacko-węgierską granicę sprzed listopada 1938 r.
W okresie komunistycznym Gemer był ponownie podzielony. Początkowo powrócono do podziału przedwojennego. W 1960 zachodnią część regionu włączono do kraju środkowosłowackiego (Stredoslovenský kraj), a wschodnią do kraju wschodniosłowackiego (Východoslovenský kraj). W 1990 zniesiono podział Czechosłowacji na kraje i przywróciła go dopiero niepodległa Słowacja w 1996.

## Gemer współcześnie
Gemer, jako historyczny region Słowacji, jest podzielony pomiędzy kraj bańskobystrzycki oraz koszycki, natomiast niewielki skrawek znajduje się też w preszowskim kraju (m.in. miejscowość Vernár).
Z kolei na Gemer, jako oficjalny region turystyczny (Gemerský región cestovného ruchu), składają się:
- powiat Rimavská Sobota (Okres Rimavská Sobota),
- powiat Revúca (Okres Revúca),
- powiat Rožňava (Okres Rožňava), z wyjątkiem dwóch północnych gmin oraz niektórych gmin we wschodniej części, należących w przeszłości do komitatu Abaúj-Torna (Abaúj-Torna vármegye, słow. Abovsko-turnianska župa).

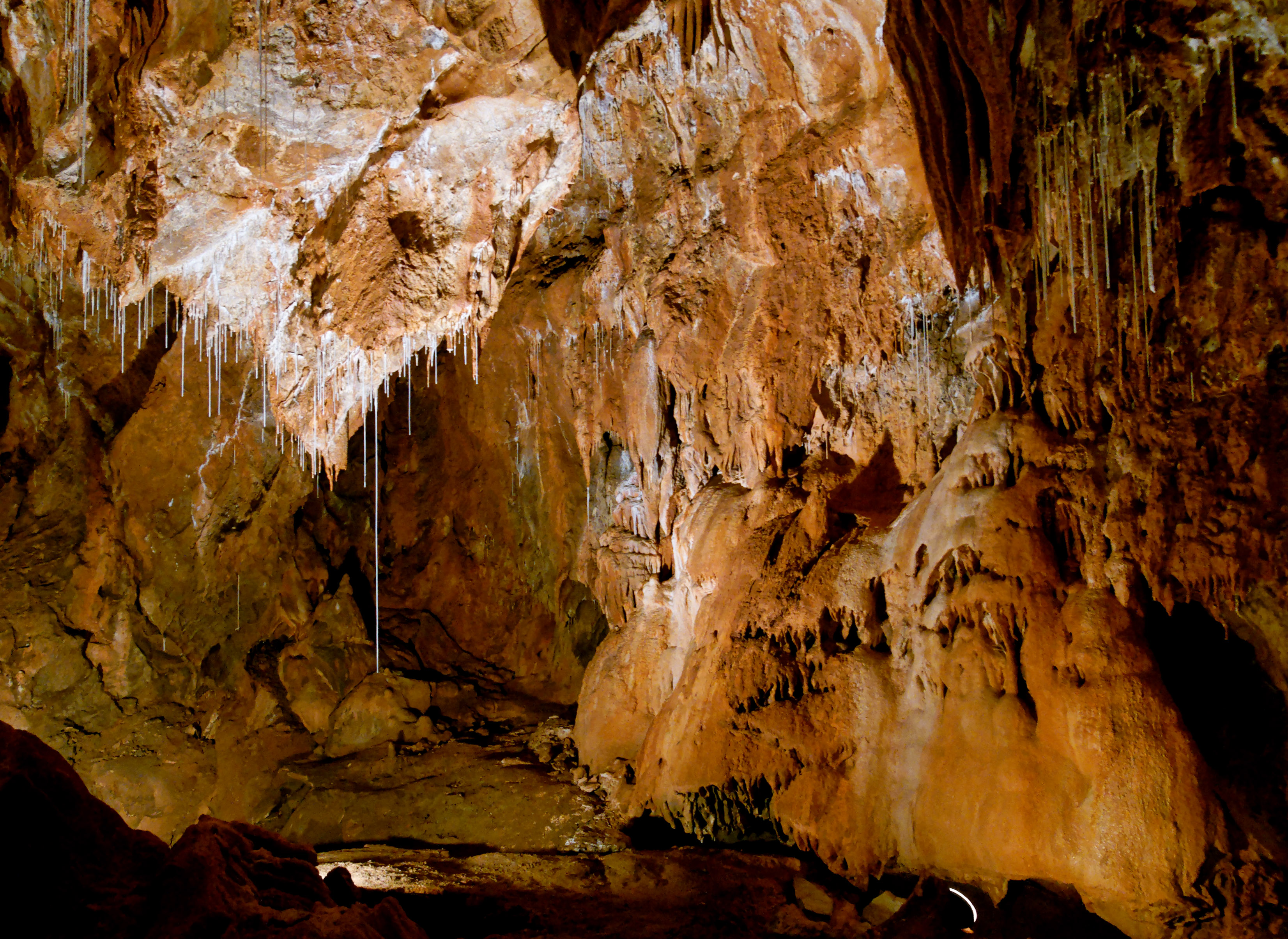
Jaskinia Gombasecka w Krasie Słowackim

Region, oprócz Słowaków, zamieszkiwany jest przez liczną mniejszość węgierską: w powiecie Rimavská Sobota stanowią oni 41,3%, w powiecie Revúca 22%, a w powiecie Rožňava 30% ludności. Kilka procent mieszkańców stanowią Romowie. Sporą część mieszkańców wyznaje różne odłamy protestantyzmu (w 1910 stanowili oni większość w komitacie).
Gemer to jeden z biedniejszych regionów kraju – w niektórych gminach bezrobocie sięga 25%.

## Turystyka
Rejon ten nie jest zbyt popularny wśród turystów, choć znajduje się tutaj wiele interesujących zabytków oraz godnych uwagi obiektów przyrodniczych. Najważniejsze z nich to:
- miasto Rožňava z zabytkowym centrum,
- romański kościół w Rimavskich Janovcach, przy dawnym klasztorze benedyktynów
- bazylika z XIV i XV wieku w dawnym miasteczku Štítnik z cennymi malowidłami,
- Rimavská Sobota z klasycystycznymi kościołami oraz muzeum regionu (Gemersko-malohontské múzeum).

Unikatowymi zabytkami hutniczymi z XIX wieku są trzy zachowane wysokie piece w Nižnej Slanej, Vlachovie i w Sirku-Červeňanoch.
Zamki i pałace:

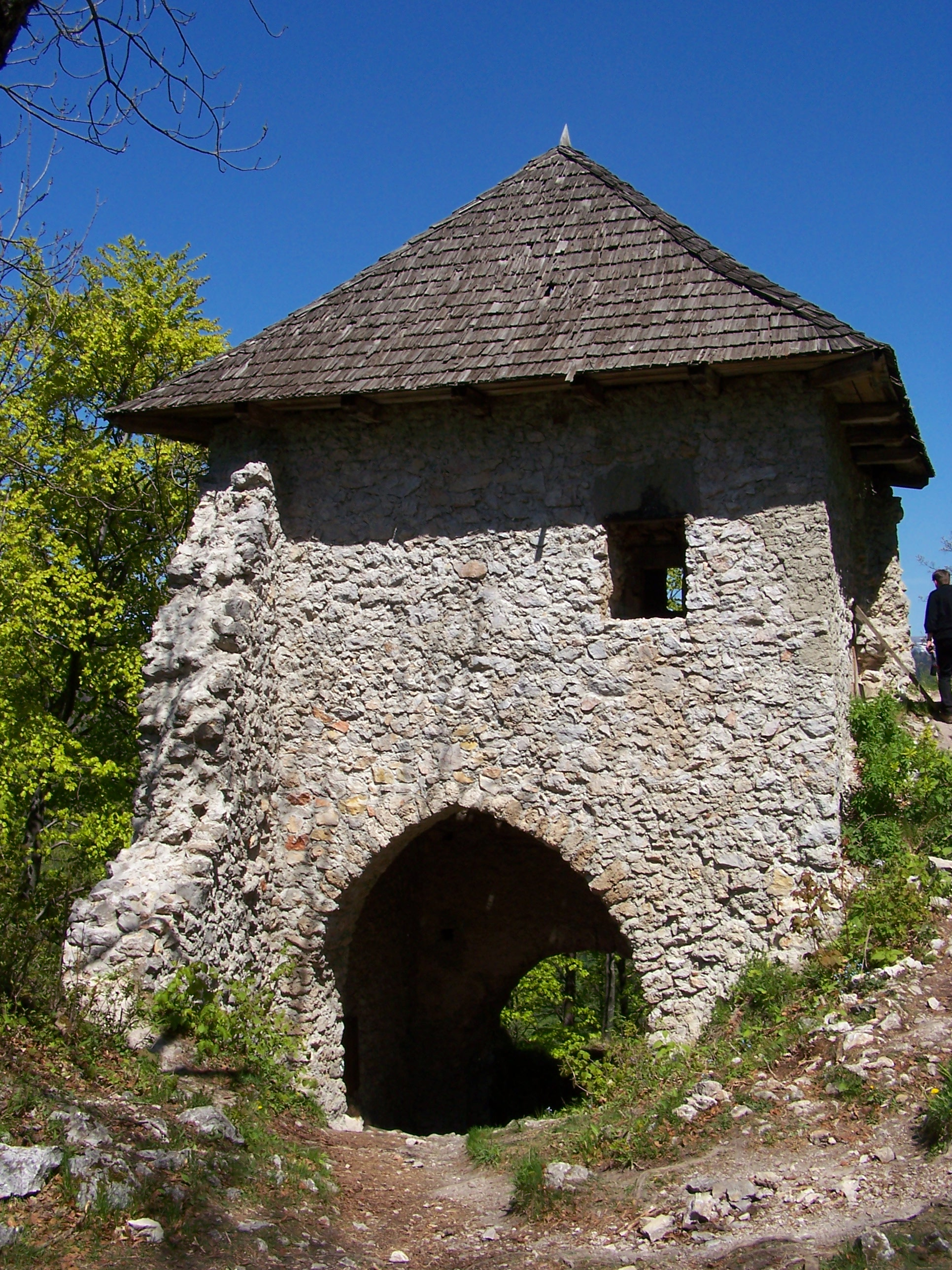
Zrekonstruowana brama do zamku Murań

- Zamek Murań (Muránsky hrad) – ruiny zamku z XIII-XVI wieku,
- Zamek Krásna Hôrka, dawna własność rodu Andrássy z interesująca ekspozycją; niedaleko zamku secesyjne mauzoleum rodu w Podgrodziu Krasnohorskim,
- pałac we wiosce Betliar, również należący do rodu Andrássy; po licznych przebudowach obecnie reprezentuje styl klasycystyczny.

Atrakcje przyrodnicze:
- Kras Słowacki (Slovenský Kras) – park narodowy (Národný park Slovenský kras) największy w Europie Środkowej obszar krasowy z jaskiniami (niektóre są wpisane na listę UNESCO),
- Łańcuch Rudaw Słowackich (Slovenske Rudohorie) – ograniczający Gemer od zachodu, północy i wschodu,
- Park Narodowy Muránska planina (Národný park Muránska planina)
- południowe rejony Słowackiego Raju (Slovenský raj).

Popularny wśród turystów jest też sztuczny zbiornik wodny Palcmanská Maša oraz mniejszy w miejscowości Tornaľa.